# Jättehjort
Jättehjort eller irländsk älg (Megaloceros giganteus) är ett stort hjortdjur som levde under den senaste nedisningen Weichsel. 
Djuret levde förmodligen mest i öppen mark då dess stora krona (hornen kunde bli upp till 3,65 meter breda och 40 kg tunga) antagligen försvårade framkomligheten i någon form av skog. Även själva djuret var ganska stort, förmodligen lite större än en nutida älg med en mankhöjd av cirka 2,1 meter, en vikt på upp till 700 kg och hornen hade också liknande konstruktion som hos den nutida älgen, även om kroppen påminde mer om en kronhjorts.
Det yngsta fyndet av ett skelett från en jättehjort är från 5 700 år f.Kr. och har gjorts på Irland där de flesta lämningarna har hittats i torvmossar, vilket föranleder det något missvisande namnet Irländsk älg (namnet är missvisande eftersom djuret inte är nära släkt med älgen och ej heller exklusivt irländskt då man funnit ben efter jättehjorten i andra delar av Europa och i Asien). Närmast nu levande släkting är dovhjorten (Dama dama).
I Irlands naturhistoriska museum förvaras ungefär 200 skallar med eller utan horn som alla hittades i landets myrområden. De flesta kvarlevor hittades i avlagringar som är 12 100 till 10 600 år gamla.
I Skandinavien har man påträffat flera fynd av jättehjorten i Danmark och Skåne.
Djurets horn var dess mest imponerande drag och det har även framlagts teorier om att dessa var en av orsakerna till att djuret dog ut. Tanken är då att djuret under konstant sexuellt inriktad evolution skulle ha utvecklat större och större horn för att locka fler och fler honor, vilket slutligen skulle ha resulterat i dess utdöende. Denna slutsats har dock ifrågasatts i diverse akademiska uppsatser, bland annat av Stephen Jay Gould. Gould menar att djurets hornstorlek var fullt normal i förhållande till dess kroppsstorlek och därför inte har något med utdöendet att göra.
Istället antas förändrade klimatförhållanden i samband med istidens slut i kombination med intensiv jakt av människan vara orsak till jättehjortens utrotande.